# Euderus alvarengai
Euderus alvarengai är en stekelart som beskrevs av De Santis och Diaz 1975. Euderus alvarengai ingår i släktet Euderus och familjen finglanssteklar. Inga underarter finns listade i Catalogue of Life.